# NEXT21 (大阪ガス)

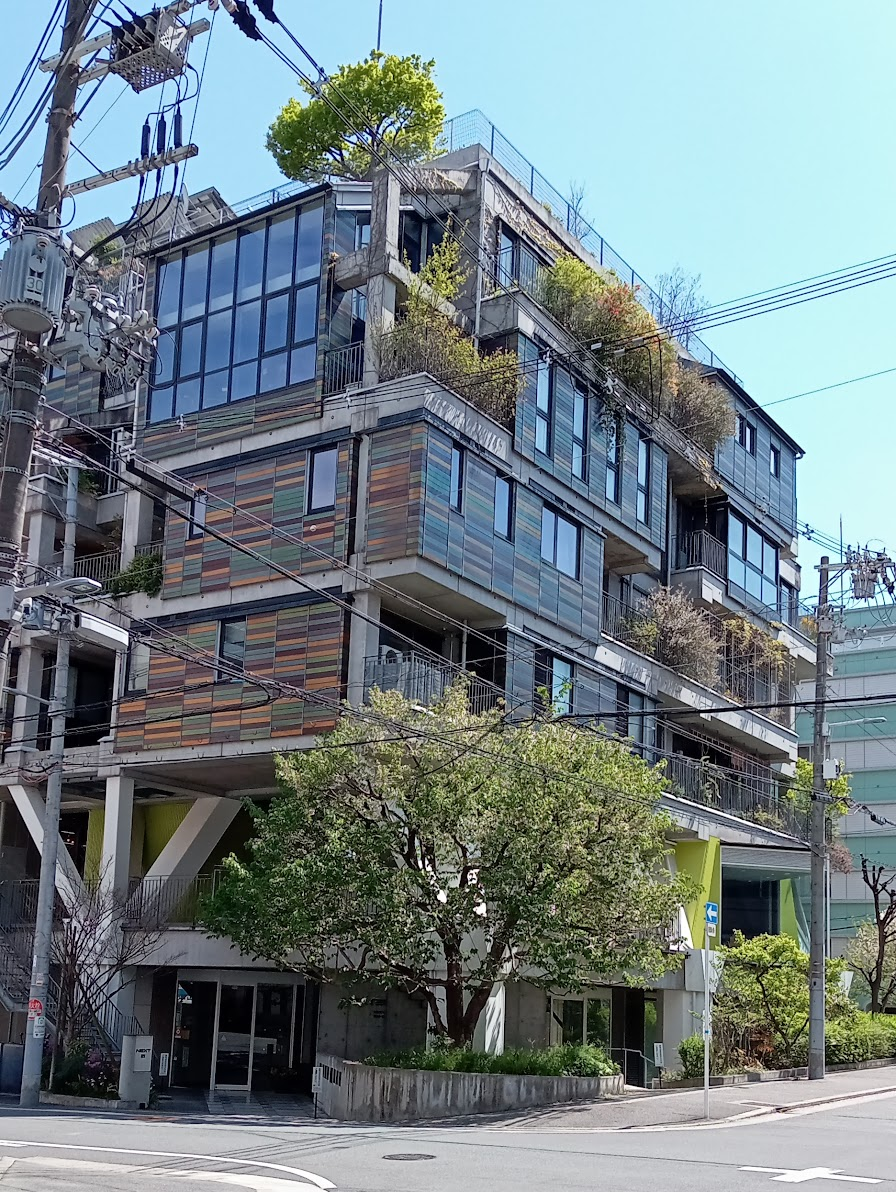
外観 (2024年4月)

NEXT21は、大阪ガスの実験集合住宅。1993年10月竣工。
近未来の都市居住において、環境・エネルギーの研究をするため、社員とその家族が実際に住んで実験する。
「第1フェーズ居住実験」（1994年4月～1999年3月の5年間）、「第3フェーズ居住実験」（2007年4月～2012年3月の5年間）と3回の実験を経て、第4フェーズに入っている。

## 建築概要
- 正式名称：未来型実験集合住宅NEXT21
- 所在地：大阪市天王寺区清水谷座標: 北緯34度40分29.4秒 東経135度31分18.1秒 / 北緯34.674833度 東経135.521694度
- 設計：大阪ガスNEXT21建設委員会
- 用途：共用住宅（18戸）
- 規模：地下1階、地上6階
- 敷地面積：1,542.92平米
- 建築面積：896.20平米（58.1%）
- 延床面積：4,577.20平米
- 構造：直接基礎（マットスラブ）、B1F～2F SRC造、3F～6F PCa+RC混合造
- 工期：1992年6月～1993年10月

1995年にグッドデザイン賞を受賞